# Molicola uncinatus
Molicola uncinatus is een lintworm (Platyhelminthes; Cestoda). De worm is tweeslachtig. De soort leeft als parasiet in andere dieren.
Het geslacht Molicola, waarin de lintworm wordt geplaatst, wordt tot de familie Gymnorhynchidae gerekend. De wetenschappelijke naam van de soort werd voor het eerst geldig gepubliceerd in 1924 door Linton.